# Dalet (album)
Dalet è il quarto album in studio del gruppo musicale jazz d'avanguardia statunitense Masada, contenente 3 delle 205 composizioni del loro primo libro di composizioni. Fu pubblicato il 1º giugno 1995 dalla DIW Records in Giappone.

## Tracce

### Versione originale
Musiche di John Zorn.
1. Midbar (65° composizione) – 6:20
2. Mahlah (48° composizione) – 8:19
3. Zenan (59° composizione) – 3:57

Durata totale: 18:36

### Riedizione nel cofanetto del 2023
Musiche di John Zorn.
1. Midbar (65° composizione) – 6:20
2. Mahlah (48° composizione) – 8:19
3. Zenan (59° composizione) – 3:57
4. Paran (86° composizione) – 18:17 – Rehearsal
5. Mikreh (116° composizione) – 5:28 – Alternate Take
6. Hafla'ah (110° composizione) – 6:59 – Insert
7. Shebuah (115° composizione) – 3:51 – Insert
8. Tiferet (105° composizione) – 7:53 – Rehearsal
9. Avelut (87° composizione) – 9:00 – False Start; Take 1
10. Avelut (87° composizione) – 8:01 – Take 2

Durata totale: 78:05

## Formazione
- John Zorn – sassofono contralto
- Dave Douglas – tromba
- Greg Cohen – contrabbasso
- Joey Baron – batteria